# Pseudeumastacops minima
Pseudeumastacops minima är en insektsart som beskrevs av Marius Descamps 1982. Pseudeumastacops minima ingår i släktet Pseudeumastacops och familjen Eumastacidae. Inga underarter finns listade i Catalogue of Life.